# Christoph Kohl (Architekt)

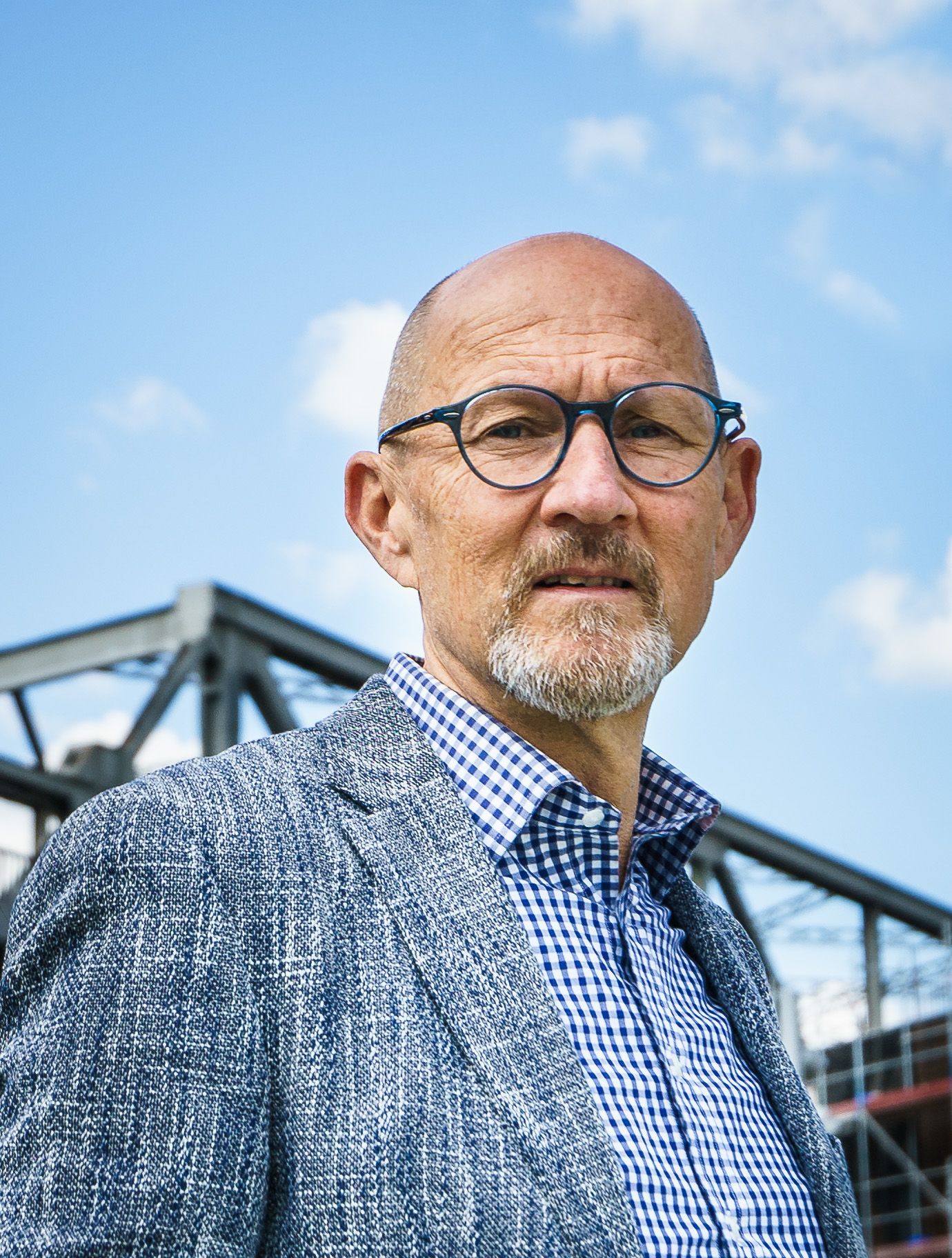
Christoph Kohl (2020)

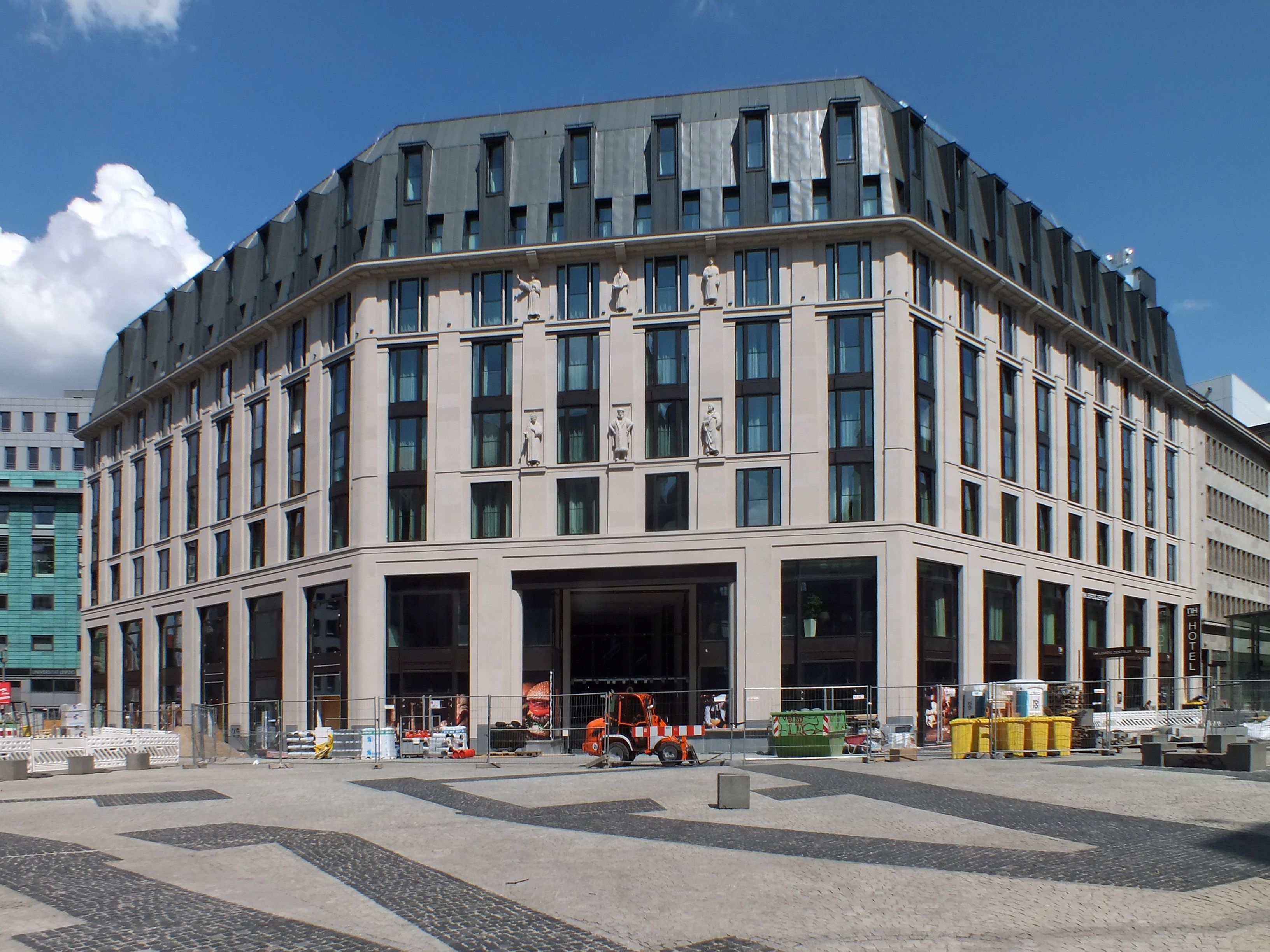
Haus Burgplatz-Passage in Leipzig (2019)

Christoph Kohl (* 20. Februar 1961 in Bozen, Südtirol, Italien; † 10. April 2025 in Berlin) war ein Architekt und Stadtplaner.

## Leben
Nach dem Abschluss am Bozner Gymnasium studierte Christoph Kohl Architektur an der Universität Innsbruck (1981–1984), an der Technischen Universität Wien (1984–1986) und schloss sein Studium 1988 an der Università Iuav di Venezia in Venedig ab.
Ab 1993 betrieb er ein Architekturbüro in Partnerschaft mit Rob Krier in Berlin. Ab Juni 2010 war er alleiniger Gesellschafter der Christoph Kohl Gesellschaft von Architekten mbH. Seitdem war das Büro neben Architektur und Städtebau auch im Bereich Stadtplanung und Bauleitplanung tätig und firmierte ab 2018 unter seiner Geschäftsführung als CKSA | Christoph Kohl Stadtplaner Architekten GmbH. Mit der Gründung der CKSA | Christoph Kohl Städtebau Agrotektur UG im Jahr 2024 strebte er auch eine bewusste Auseinandersetzung mit dem Thema des naturnahen Bauens in seiner städtebaulichen Arbeit an.
Kohl knüpfte in seiner städtebaulichen Praxis an traditionelle Raumkompositionen an, wobei er sich insbesondere dem Stadtquartier widmete. Wegen seiner großflächig durchkomponierten Siedlungsentwürfe gilt er auch als ein Vertreter des New Urbanism. Er strebte eine Rückdimensionierung von Architektur an und wandte sich gegen kontextlose ahistorische und antiurbane städtebauliche Entwicklungen. Seit einer Vertretungsprofessur im deutschsprachigen Bachelor-Studiengang für Städtebau und im englischsprachigen Master DIA Studiengang für Urban Design 2018–2021 gehörte Christoph Kohl dem Lehrkörper der Hochschule Anhalt in Dessau an. Im Studienjahr 2020/2021 lehrte er für die Hochschule an der im Aufbau begriffenen Vietnamese German University VGU in Ho-Chi-Minh-Stadt.
Ab 2022 wirkte Kohl auch als Kolumnist mit regelmäßigen Beiträgen zu urbaner Kultur der Südtiroler Tageszeitung Dolomiten.

## Projekte und Bauvorhaben

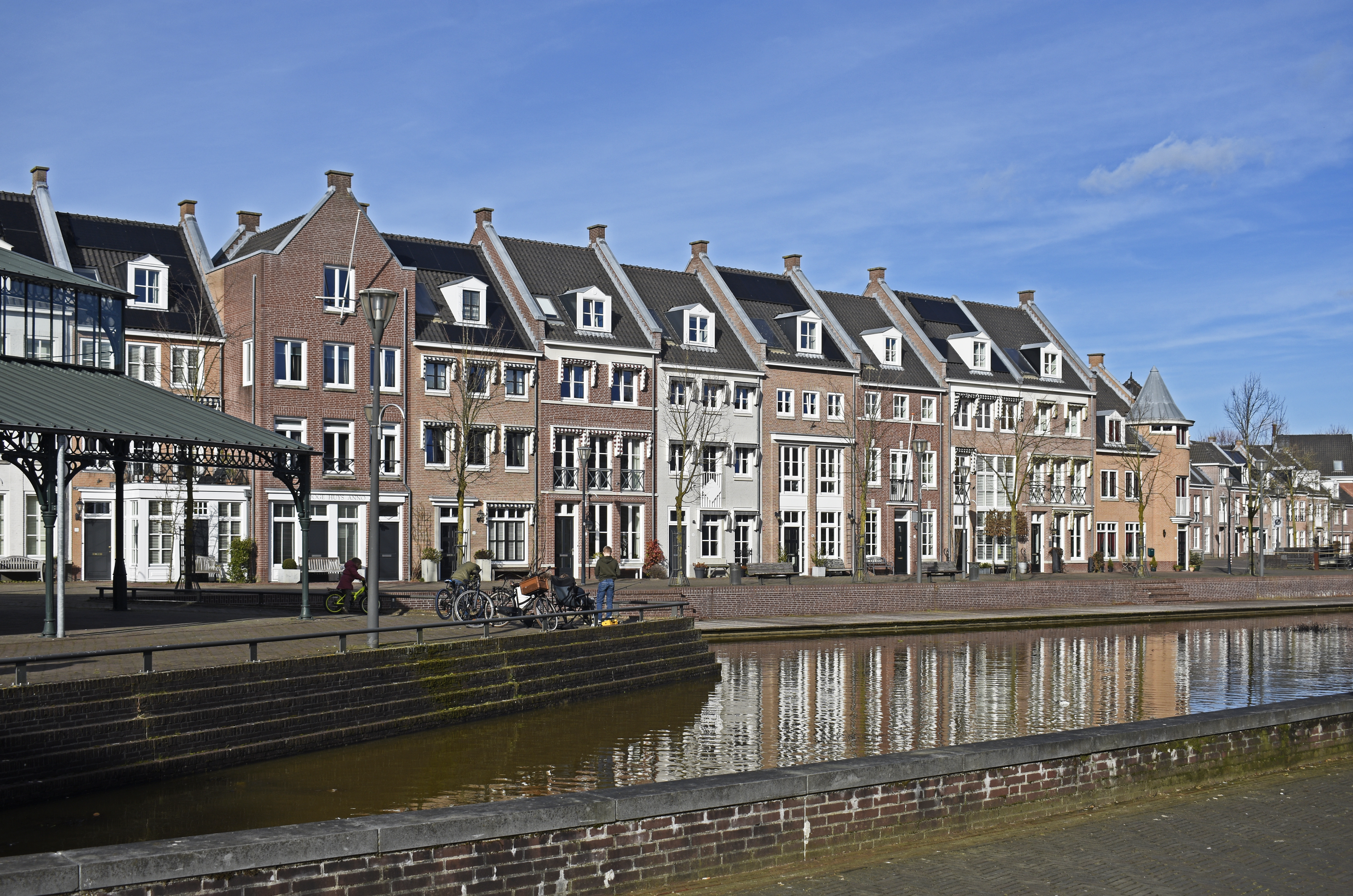
Am Hauptplatz von Brandevoort (Niederlande), 2025

- Kirchsteigfeld[5], Potsdam (1992–1997)
- Brandevoort, Helmond, NL (Stadtneugründung; seit 1996)
- Stadsbleek, Oldenzaal, NL (seit 2003)
- Assumerhof, Heemskerk, NL (2003–2011)
- Centrumgebied Vleuterweide, Utrecht, NL (2005–2011)
- Waterfront, Dalfsen, NL (seit 2007)
- Stadsblokken-Meinerswijk, Arnhem, NL (2007–2009)
- Katharinum, Leipzig (2008–2011)
- Speicherstadt Brauhausberg, Potsdam (2009–2015)
- BSU-Masterplan, Perm, RU (2011–2014)
- De Oevers, Roelofarendsveen, NL (seit 2012)
- Innenstadtentwicklung – Ost, Pforzheim (2012–2014)
- Grüne Aue-Biesdorf, Berlin (seit 2015)
- Krefeld-Fischeln, Krefeld (seit 2015)
- Lichterfelde Süd / Neulichterfelde, Berlin (2014–2017)
- GoWest, ehem. Reemtsma Zigarettenfabrik, Berlin-Schmargendorf (seit 2017)
- Burgplatz-Passage, Leipzig (2017–2019)
- Duisburg Areal Güterbahnhof (DAG), Stadtquartier Duisburger Dünen, Duisburg (März 2021), 1. Preis

## Publikationen
- Identitätsstiftender Städtebau und Architektur für die heutige Gesellschaft: Das Beispielprojekt Brandevoort. In: Umweltpsychologie 14(1), 2010, S. 130–149.
- mit Rob Krier: Town Spaces. Contemporary Interpretations in Traditional Urbanism, Krier · Kohl · Architects. Birkhäuser Basel/Berlin/Boston 2003/2006. ISBN 3-7643-6942-6 (Hardcover), ISBN 3-7643-7558-2 (Paperback).
- mit Rob Krier: Potsdam Kirchsteigfeld – Eine Stadt entsteht. awf-verlag, 1997. ISBN 3-933093-00-7.
- mit Rob Krier: Potsdam Kirchsteigfeld – Eine Stadt entsteht. Verlagshaus Braun, 1997. ISBN 3-935455-73-9. (Online)
- mit Rob Krier: The making of a Town: Potsdam-Kirchsteigfeld. Papadakis Publishers, 1999. ISBN 1-901092-15-1.